# Sinoxylon sudanicum
Sinoxylon sudanicum is een keversoort uit de familie boorkevers (Bostrichidae). De wetenschappelijke naam van de soort is voor het eerst geldig gepubliceerd in 1895 door Lesne.